# Artau III de Pallars Sobirà
Artau III de Pallars Sobirà, també conegut com a Artau I d'Alagón (? - 1167) fou comte de Pallars Sobirà (1124-1167) i III senyor d'Alagón (1135-1167).

## Orígens familiars

Els territoris d'Artau III a la mort de Ramon Berenguer III (1131).

Fill del comte Artau II de Pallars Sobirà i la seva esposa Aldonça Pérez de Tordesillas.

## Núpcies i descendents
El 1130 es casà amb una donzella anomenada Agnès. D'aquest matrimoni en nasqueren:
- Artau IV de Pallars Sobirà (?-1182), comte de Pallars Sobirà.
- Agnès, casada amb Ramon, senyor d'Erill.

El 1135 es casà amb Ximena Pérez d'Alagón, herèva de la senyoria d'Alagón. D'aquest matrimoni en nasqué:
- Palacín I d'Alagón, senyor d'Alagón.